# Cantó de Coucy-le-Château-Auffrique
El cantó de Coucy-le-Château-Auffrique és un cantó francès del departament de l'Aisne, situat al districte de Laon. Té 29 municipis i el cap és Coucy-le-Château-Auffrique.

## Municipis
- Audignicourt
- Barisis
- Besmé
- Bichancourt
- Blérancourt
- Bourguignon-sous-Coucy
- Camelin
- Champs
- Coucy-la-Ville
- Coucy-le-Château-Auffrique
- Crécy-au-Mont
- Folembray
- Fresnes
- Guny
- Jumencourt
- Landricourt
- Leuilly-sous-Coucy
- Manicamp
- Pierremande
- Pont-Saint-Mard
- Quierzy
- Quincy-Basse
- Saint-Aubin
- Saint-Paul-aux-Bois
- Selens
- Septvaux
- Trosly-Loire
- Vassens
- Verneuil-sous-Coucy

## Història
| Data d'elecció                           | Identitat          | Partit | Qualitat |
| ---------------------------------------- | ------------------ | ------ | -------- |
| 1945-1970                                | Léon Droussent     | SFIO   |          |
| 1970-1976                                | M. Leclère         | PCF    |          |
| 1976-2001                                | Hugues Martin      | RPR    |          |
| 2001-                                    | Jean-Claude Dumont | PCF    |          |
| les dades anteriors no són pas conegudes |                    |        |          |
|                                          |                    |        |          |

## Demografia
| A partir de 1990: Població sense dobles comptes |